# Georges Hanke
Jiří Hanke Hiron, dit Georges Hanke, né le 12 décembre 1924 à Dolní Bučice, près de Kutná Hora (Tchécoslovaquie) et mort le 11 décembre 2006 à Lausanne (Suisse),  est un footballeur et entraîneur tchécoslovaque.

## Biographie
Jiří Hanke a débuté comme attaquant au SK Slavia Prague et a été international tchécoslovaque à 5 reprises de 1946 à 1949. Puis, il est parti en Colombie en 1950 avec Hungária FCB, une équipe non-officielle des réfugiés du Bloc de l'Est, pour la plupart de la Hongrie, fondée par László Kubala. En Barranquilla il joue avec Gyula Zsengellér et autres réfugiés pour le nouveau club Deportivo Samarios dans la ligue professionnelle Dimayor.
Après une saison au RC Lens, il rejoint László Kubala au FC Barcelone en 1952 où il reste quatre saisons et remporte le championnat d'Espagne en 1953.
Il termine sa carrière en Suisse, au FC Bienne, où il sera entraîneur-joueur.
Plus tard, il a entraîné les joueurs du Red Star en 1959-1960 et du Vevey Sports en 1974-1976.
Établi durant de longues années à Lausanne, Georges Hanke est décédé dans cette ville le 11 décembre 2006 à l'âge de 82 ans.

## Palmarès
- International tchécoslovaque de 1946 à 1949 (5 sélections)
- Première sélection : France-Tchécoslovaquie, 3-0, le 7 avril 1946
- Champion de Tchécoslovaquie en 1947 avec le SK Slavia Prague
- Champion de Colombie en 1951 avec le Club Deportivo Los Millonarios
- Champion d'Espagne en 1953 avec le FC Barcelone